# Heinz Baumgartner
Heinz Baumgartner (ur. 2 września 1932 w Linzu, zm. 10 czerwca 2006) – austriacki szachista i działacz szachowy, mistrz FIDE.

## Kariera szachowa
Zasady gry w szachy poznał w wieku 15 lat, w niedługim czasie awansując do ścisłej czołówki szachistów Górnej Austrii. Wielokrotnie zdobywał tytułu mistrza tego kraju związkowego, zarówno indywidualnie, jak i drużynowo. Był również kilkukrotnym finalistą indywidualnych mistrzostw Austrii, najlepszy wynik (V m.) osiągając w 1981 roku. W latach 1982 i 1984 dwukrotnie reprezentował Austrię na szachowych olimpiadach, zdobywając 11 pkt w 19 partiach. Po raz trzeci w drużynie olimpijskiej znalazł się w 1990, ale nie rozegrał żadnej partii. Uczestniczył w kilkunastu turniejach międzynarodowych (m.in. V–VI m. w Hawierzowie, 1968) oraz wielokrotnie w turniejach w kategorii „weteranów” (zawodników powyżej 60. roku życia), m.in. we wszystkich rozegranych pomiędzy 1995 a 2004 mistrzostwach świata. W tych rozgrywkach odniósł największy sukces w karierze, zdobywając w 1995 w Bad Liebenzell brązowy medal. W turniejach szachowych startował niemalże do końca życia, w 2006 uczestnicząc m.in. w drużynowych mistrzostwa Europy seniorów.
Najwyższy ranking w karierze osiągnął 1 lipca 2002, z wynikiem 2398 punktów dzielił wówczas 14-15. miejsce wśród austriackich szachistów.
W latach 1988–2004 pełnił funkcję przewodniczącego związku szachowego Górnej Austrii, był również wiceprezydentem Austriackiej Federacji Szachowej.